# Kathy Pauwels

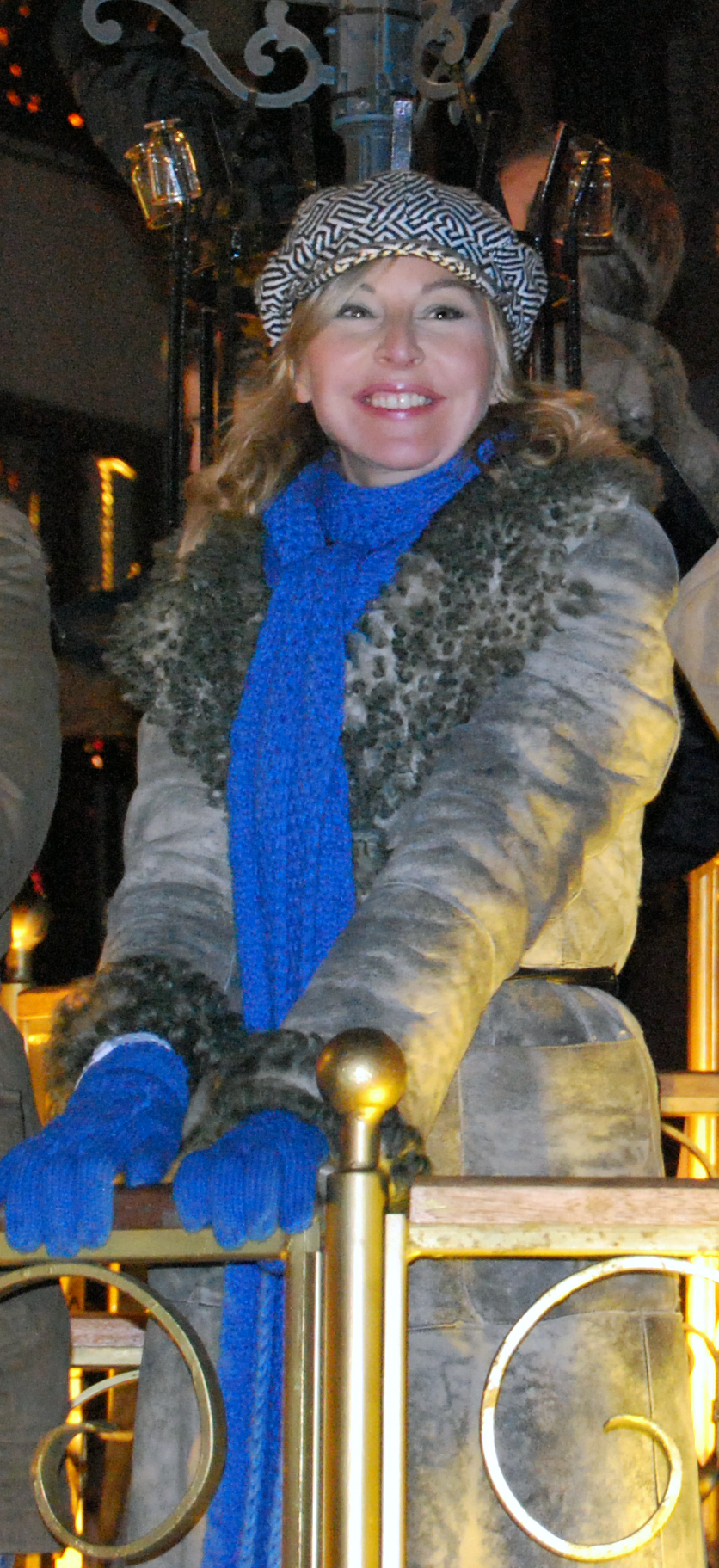
Kathy Pauwels tijdens de VTM-kerstparade in Genk, 2008

Kathy Pauwels (Antwerpen, 10 december 1966) is een Vlaamse journaliste en presentatrice.

## Biografie
Pauwels studeerde pers- en communicatiewetenschappen in Antwerpen, liep stage bij Omroep Antwerpen en was tijdens de jaren 80 nieuwslezeres op Studio Brussel.
In 1989 stapte ze over naar VTM, waar ze twaalf jaar lang nieuwsanker was. Sinds 1999 presenteerde ze het programma Royalty, rond Belgische en buitenlandse koningshuizen, waar ze ook de eindredactie voor verzorgde. Eind 2013 moest ze om gezondheidsredenen – Pauwels sukkelde met een burn-out – de presentatie doorgeven aan Birgit Van Mol. Vanaf september 2014 werkte ze opnieuw voor het programma, ditmaal als reportagemaker. In 2015 werd de samenwerking met Medialaan stopgezet. Eerder dat jaar richtte ze het royaltytijdschrift Het Hofjournaal op.
Na haar carrière bij Medialaan was ze te horen in het Radio 2-programma Spits, waarin ze eveneens over koningshuizen sprak. In april 2016 werd ze bij diezelfde zender binnengehaald als reportagemaakster.
In 2009 publiceerde ze het boek 'Albert & Paola. 50 jaar lief en leed', over het huwelijk van koning Albert II en koningin Paola.
Huidig (anno 2023):
Jan Bosman · Anke Buckinx · Alain Claes · Chloé De Bie · Rani De Coninck · Bart-Jan Depraetere · Yves De Wolf · Evi Geysels · Tess Goossens · Kris Mannaerts · Sven Ornelis · Alexandra Potvin · Carl Schmitz · Kenneth Stevens · Raf Van Brussel · Dieter Vandepitte · Ann Van Elsen · Brecht Vanmeirhaeghe · Lenke Van Olmen · Heidi Van Tielen · Kris Wauters
Voormalig (2009–2023):
Luk Alloo (2016–2017) · Born Crain (2017–2020) · Herbert Bruynseels (2009–2017) · Jelle Cleymans (2011, 2022) · Nathalie Delporte (2014–2019) · Leen Demaré (2009–2019) · Leen Dendievel (2023) · Truus Druyts (2009–2017) · Els De Craecker (2009–2017) · Sophie Dewaele (2009–2010) · Michel Follet (2009–2016) · Bert Geenen (2009–2011) · Evy Gruyaert (2023) · Evi Hanssen (2017–2021) · Johan Henneman (2009) · Joris Hessels (2021) · Anne Paulissen (2018–2023) · Kathy Pauwels (2009–2010) · Laurens Pays (2013–2016) · Sofie Santermans (2011–2020) · Tony Talboom (2012–2016) · Jo Van Belle (2013–2016) · Dominique Van Malder (2021) · Elke Van Mello (2011–2021) · Bjorn Verhoeven (2012–2018) · Peter Verhoeven (2018–2019) · Robin Vissenaekens (2012–2016)
- Gemeinsame Normdatei: 143005642
- Virtual International Authority File: 161060438
- WorldCat: E39PBJfxcw6CfB7jJ4Y7bkVKVC